# Цапенко, Маргарита Мстиславовна
Маргарита Мстиславовна Цапенко (5 [18] июня 1911, Санкт-Петербург — 17 ноября 1968, Минск) — советский учёный-геолог, доктор геолого-минералогических наук, основоположник белорусской школы геологов-четвертичников и
палеопотамологического направления в изучении кайнозойских отложений.

## Биография
Родилась 5 (18) июня 1911 года в городе Санкт-Петербурге, Российская империя.
В 1929—1933 годах училась в МГРИ в Москве.
Всю жизнь проработала в Институте геологии АН БССР (в 1932—1937 годах назывался Институт геологии и гидрогеологии).
- с 1939 — Заведующая сектором геологии
- с 1955 — Заведующая отделом четвертичной геологии.

Одновременно читала лекции в Белорусском государственном университете и Белорусском политехническом институте (до 1950).
Научная работа по четвертичной геологии и геоморфологическому районированию Белорусской ССР.
Скончалась 17 ноября 1968 года в Минске, Белорусская ССР. Похоронена — Восточное кладбище (Минск).

## Семья
Мать семерых детей, которых она уберегла во время оккупации Белоруссии (1941—1944).

## Членство в организациях
- Комиссия по изучению четвертичного периода[3]